# Melanochromis loriae

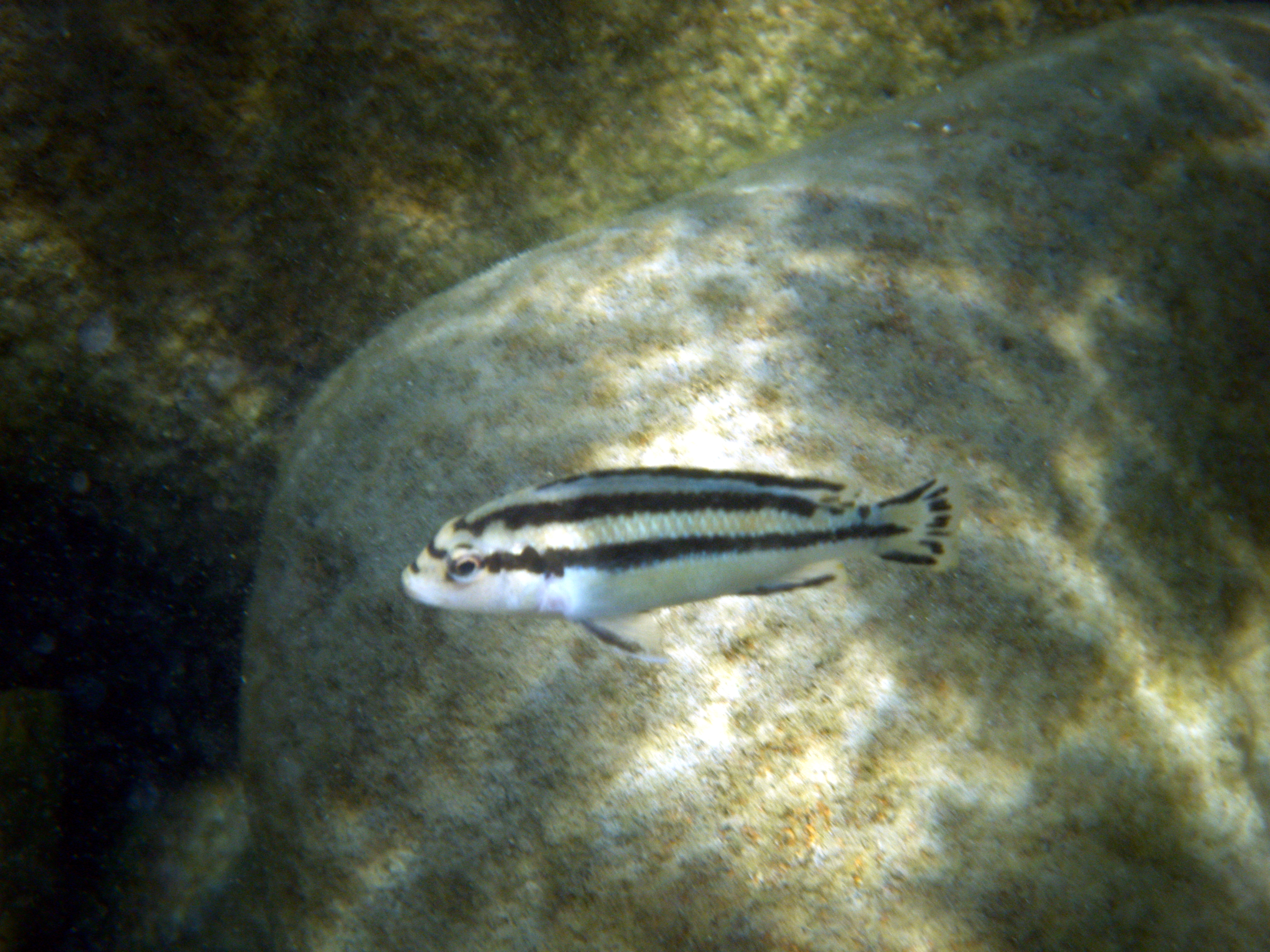
Weibchen bei Likoma

Melanochromis loriae (Syn.: M. parallelus, Burgess & Axelrod, 1976) ist eine afrikanische Buntbarschart, die endemisch an der Westküste des südlichen Teils des Malawisees vorkommt. An der Ostküste des Sees fehlt sie völlig. Melanochromis loriae lebt an der felsigen Uferzone – auch der Inseln und an Felsriffen – und zählt zu den Mbunas.

## Merkmale
Melanochromis loriae erreicht eine Maximallänge von 11,5 cm und ist schlank; die mittlere größte Körperhöhe, etwa an der Basis des neunten Flossenstrahls der Rückenflosse, liegt bei 35 % der Standardlänge. Das Rückenprofil ist gebogen und fällt zum Schwanzstiel hin immer mehr ab, bei einigen Exemplaren auch abrupt nach dem Hinterende der Rückenflosse. Das Bauchprofil ist zwischen Bauchflossen und Anus annähernd gerade bis leicht konvex und steigt zum Schwanzstiel hin an. Das Kopfprofil ist abgerundet. Beide Kiefer sind mit 5 bis 7 breiten Zahnreihen besetzt, wobei die Zähne der äußersten Reihe jeweils zwei Spitzen haben, die ungleich groß sind, die der inneren Reihen sind dreispitzig. Einige einspitzige Zähne befinden sich am Treffpunkt der äußersten und der innersten Zahnreihe. Bei den Weibchen ist das Ende der Rückenflosse abgerundet und reicht nicht bis zur Schwanzflosse, bei den Männchen ist es leicht zugespitzt und reicht bis zur Schwanzflossenbasis. Die Bauchflossen sind kurz und reichen nicht bis zum Beginn der Afterflosse. Die Brustflossen sind abgerundet und reichen bis zu einer gedachten, senkrechten Linie zwischen elftem und zwölftem Rückenflossenstrahl. Die Schuppen auf den Körperseiten sind Kammschuppen und relativ groß. Zur Kehle hin werden sie abrupt kleiner. An den Kopfseiten befinden sich fünf, manchmal auch vier Reihen kleiner Schuppen. 75 bis 90 % der Schwanzflosse sind beschuppt. Alle anderen Flossen sind unbeschuppt.
- Flossenformel: Dorsale XVIII–XIX/7–9, Anale III/7–(8)

Von ihren Verwandten, mit Ausnahme von Melanochromis melanopterus, M. lepidiadaptes und M. kaskazini, unterscheiden sich die Weibchen und Jungfische von Melanochromis loriae durch einen cremefarbenen Körper (gelb bis braun bei den Verwandten), zwei schwarzen Längsstreifen auf den Körperseiten, eine schwarz gesäumte Rückenflosse und schwarze Zeichnungsmuster auch auf dem unteren Schwanzflossenabschnitt. Von M. melanopterus und M. kaskazini unterscheidet sich Melanochromis loriae durch einen kürzeren Unterkiefer (31,9 bis 35,2 % der Kopflänge vs. 37,2 bis 41,7 % bei M. melanopterus und 36,4 bis 44,6 % bei M. kaskazini) und von M. lepidiadaptes durch eine höhere Anzahl von Zahnreihen im Kiefer (5 bis 7 vs. 2 oder 3). Bei fortpflanzungsaktiven Männchen ist die Färbung genau andersherum; auf einer dunklen Grundfärbung zeigen sich je zwei hellblaue Längsstreifen auf jeder Körperseite. Sie unterscheiden sich von den Männchen ihrer Verwandten, mit Ausnahme von M. melanopterus, M. simulans und M. robustus, durch ein breites schwarzes Band auf dem hartstrahligen Abschnitt der Rückenflosse. M. melanopterus und Melanochromis simulans haben einen längeren Unterkiefer als Melanochromis loriae (40 % der Kopflänge bei M. simulans) und bei M. robustus ist der Schwanzstiel weniger hoch als bei M. loriae (12,9 bis 14,4 % der Standardlänge vs. 11,7 bis 12,6 %).

## Lebensweise
Melanochromis loriae lebt an felsigen Küsten mit wenig Sandbodenanteil. Die Mehrheit der Fische wird in Tiefen von 5 bis 20 Metern gefunden. Wie alle Melanochromis-Arten ist Melanochromis loriae ein ovophiler Maulbrüter, bei dem das Weibchen die Brutpflege übernimmt.